# Jan Górski (piłkarz)
Jan Górski (ur. 27 maja 1952 w Bytomiu) – polski piłkarz grający na pozycji obrońcy. Zawodnik Polonii Bytom.

## Kariera piłkarska
Jan Górski całą karierę piłkarską spędził w Polonii Bytom, w barwach której 22 marca 1970 roku w wygranym 1:0 meczu wyjazdowym z Cracovią, w którym w 68. minucie zastąpił Jana Musiała, zadebiutował w ekstraklasie. W sezonie 1972/1973 dotarł do finału Pucharu Polski, w którym jego klub 17 czerwca 1973 roku na Stadionie im. 22 lipca w Poznaniu przegrał po serii rzutów karnych (bezbramkowy remis po dogrywce) z Legią Warszawa. W sezonie 1975/1976 klub zajmując ostatnie – 16. miejsce, spadł z ekstraklasy, jednak w sezonie 1976/1977 wrócił do niej, po wygranej Grupy Południowej, a także awansował do finału Pucharu Polski, w którym nie grał, a jego klub 21 lipca 1977 roku na Stadionie Śląskim w Chorzowie przegrał 1:0 z Zagłębiem Sosnowiec. Ostatni raz w ekstraklasie, w której rozegrał 143 mecze, w których zdobył 8 goli, wystąpił 10 czerwca 1979 roku w wygranym 2:0 meczu u siebie z ŁKS-em Łódź. Po sezonie 1978/1979 odszedł z klubu.

## Sukcesy
Polonia Bytom
- Finał Pucharu Polski: 1973, 1977
- Awans do ekstraklasy: 1977